# مهتاب رشدی
مهتاب رشدی (انگلیسی: Mahtab Rashdi؛ زادهٔ ۳ مارس ۱۹۴۷) سیاست‌مدار اهل پاکستان است.
وی همچنین برندهٔ جوایزی همچون برنامه فولبرایت شده‌است.